# نیروگاه کشندی سیهوا
نیروگاه کشندی دریاچه سیهوا یا نیروگاه جزر و مدی دریاچه سیهوا (به کره‌ای: 시화호조력발전소) (کره جنوبی، استان گیونگی-دو، شهر آنسان در منطقه دانوون-گو، تأسیس ۲۰۱۱) بزرگترین نیروگاه جزر و مدی جهان با ظرفیت تولید ۲۵۴ مگاوات که شامل ۱۰ توربین ۲۵٫۴ مگاواتی است. این نیروگاه یکی از نیروگاه‌های کره جنوبی از نوع کشندی که بر روی دریاچه سیهوا واقع شده‌است. زمانی‌که نیروگاه جزر و مدی سیهوا در سال ۲۰۱۱ تکمیل شد از نیروگاه کشندی رانس با ظرفیت تولید ۲۴۰ مگاوات که به مدت ۴۵ سال بزرگترین نیروگاه جهان در نوع خود بود، پیشی گرفت.
ساخت نیروگاه در سال ۲۰۱۱ تمام شد و در سال ۲۰۱۲ شروع به کار کرد. هزینه این پروژه ۵۶۰ میلیون دلار شده‌است که توسط دولت کره جنوبی پرداخت شد.

## طراحی
در سال ۱۹۹۴ سد جزر و مدی دریاچه سیهوا برای کاهش سیل و مصارف کشاورزی از دیوار دریایی ساخته شد. انرژی جزر و مدی تولید شده فقط در جریان ورودی تولید می‌شود و در جریان خروجی انرژی تولید نمی‌شود و تولید برق یک طرفه است. این روش غیر متعارف و نسبتاً ناکارآمد برای برقراری تعادل یک ترکیب پیچیده بین تولید برق و استفاده از زمین‌های کشاورزی و منابع آب و حفظ محیط زیست انتخاب شده‌است.
میانگین دامنه جزر و مد این نیروگاه ۵٫۶ متر است و اختلاف ارتفاع بین جزر (کشند) و مد در نیم‌روز ۷٫۸ متر است. ناحیه محوطه کاری در ابتدا ۴۳ کیلومترمربع بود ولی بعدها به دلیل احیا زمین و آب‌های سطحی به ۳۰ کیلومتر مربع کاهش یافت.

## تولید نیروگاه
تولید برق از طریق انرژی جزر و مد که با استفاده از گرانش ماه ۲ بار در روز رخ می‌دهد یک انرژی تجدیدپذیر است و گازهای گلخانه‌ای تولید نمی‌کند. دریاچه سیهوا بهترین مکان برای تولید برق جزر و مد است که در آن جزر و مد قوی رخ می‌دهد. در دریاچه سیهوا حداکثر اختلاف سطح آب ۵٫۶ متر است. انرژی پتانسیل این اختلاف سطح آب تبدیل به انرژی مکانیکی در پره‌ها و در نهایت تبدیل به انرژی الکتریکی می‌شود. ظرفیت تولید نیروگاه ۲۵۴ مگاوات است. این مقدار انرژی در سال ۵۵۲٬۷۰۰ مگاوات ساعت است که می‌تواند برق حدود ۵۰۰ هزار خانواده را تأمین کند.

## مشکلات محیط زیستی
پس از اینکه دیوار دریایی در سال ۱۹۹۴ ساخته شد، آلودگی در مخزن سد تازه تأسیس دریاچه سیهوا ایجاد شد و آب آن برای کشاورزی مضر بود. غلظت پرفلوئورواکتان‌سولفونیک اسید به شدت زیاد شد و این مقدار در ژانویه ۲۰۰۳ به ۷۳۰ نانوگرم در لیتر افزایش یافت. در سال ۲۰۰۴ برای رفع آلودگی، دوباره آب دریا وارد دریاچه شد. جریان ورودی به دریاچه از طریق جزر و مد دریا به عنوان یک راه حل دائمی پیش‌بینی شد.